# さくらがわ地域医療センター
さくらがわ地域医療センター（さくらがわちいきいりょうセンター）は茨城県桜川市高森にある医療機関で、医療法人隆仁会が管理・運営する病院である。医療機関再編に伴う前身の山王病院の移転により2018年10月1日に開院。

## 診療科
- 内科
- 外科
- 整形外科
- 小児科
- 眼科
- 泌尿器科
- 耳鼻咽喉科
- 皮膚科
- 婦人科
- 麻酔科

## 併設施設

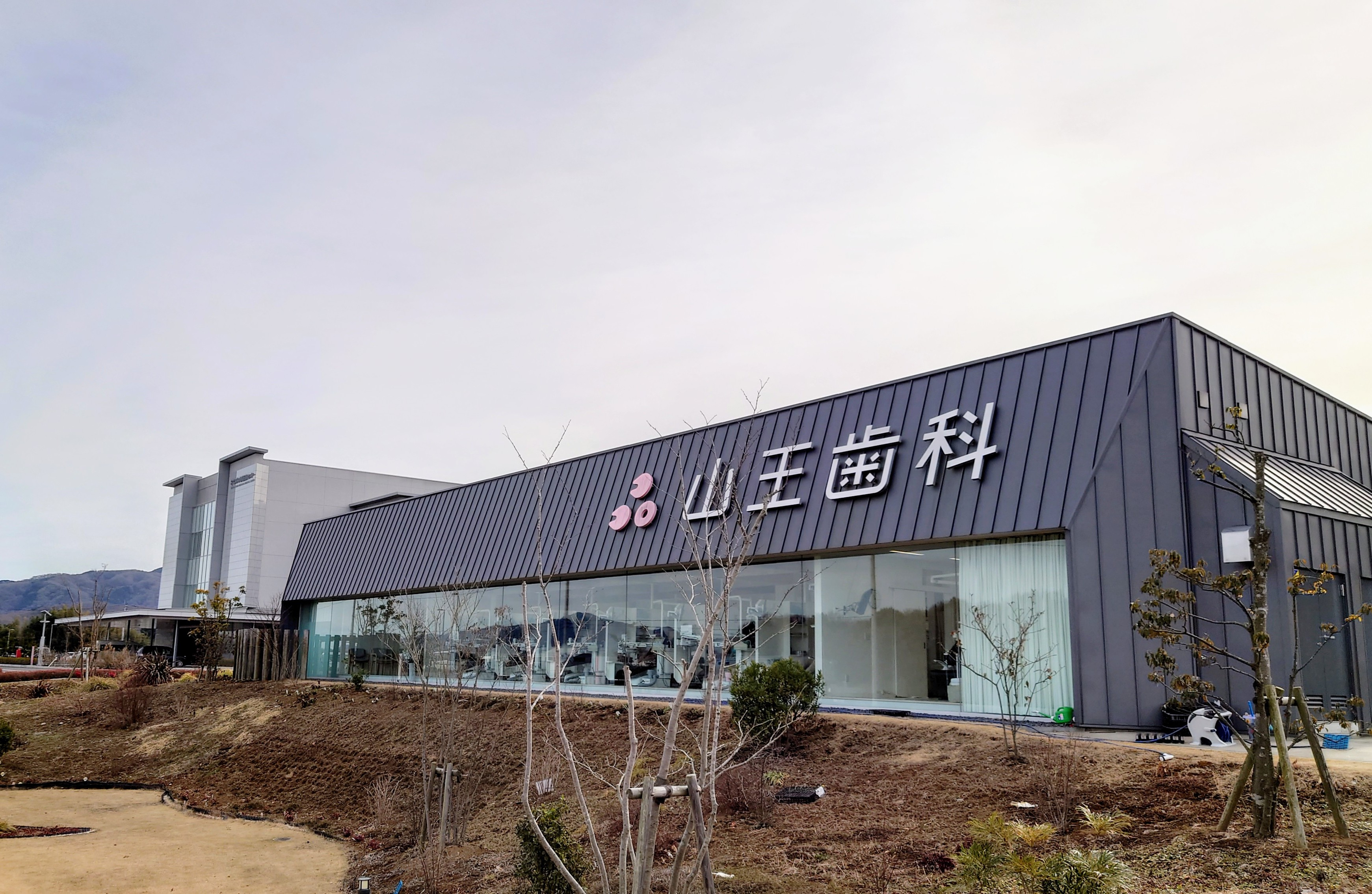
山王歯科

- 山王歯科
- 健診センター
- 訪問看護ステーション

## 医療機関の指定等
- 保険医療機関
- 救急指定病院
- 労災保険指定医療機関
- 各種健康保険法指定病院
- 生活保護法指定病院
- 日本外科学会 外科専門医制度修練施設
- 日本消化管学会胃腸科指導施設
- 茨城県胃がん検診登録精密検査医療機関
- 茨城県大腸がん検診登録精密検査医療機関
- 乳がん検診精密検査医療機関
- 乳がん検診登録検診機関（超音波・マンモグラフィ）
- 全国健康保険協会 生活習慣病予防健診実施医療機関
- 身体障害者福祉法指定医（心臓機能）
- 身体障害者福祉法指定医（聴覚・平衡機能）
- 身体障害者福祉法指定医（肢体不自由）
- 身体障害者福祉法指定医（膀胱機能・直腸機能）
- 身体障害者福祉法指定医（視覚）

## 交通アクセス
- 東日本旅客鉄道（JR東日本）水戸線大和駅より徒歩5分
- 桜川市バスさくらがわ地域医療センター経由でさくらがわ地域医療センター下車